# Loža "Hrvatska vila"
Loža "Hrvatska vila" je hrvatska masonska loža u Zagrebu koja djeluje u dva navrata i to:
- od 14. rujna 1892. do 29. travnja 1904. godine pod okriljem Velike simboličke lože Ugarske, pod brojem 57. Bila je tada prva loža koja se u svojem radu služila hrvatskim jezikom.[1][2]
- od 1. lipnja 1996. godine, prvo pod okriljem Velike lože Austrije, od lipnja 1996. do 8. studenoga 1997. godine. Nakon toga pa sve do danas radi pod okriljem Velike lože Hrvatske. Jedna je od tri osnivačke lože Velike lože Hrvatske, upisana pod brojem 2.[2][3]

## Poznati članovi
- Ivan Bojničić, starješina lože od 1892. do 1894.
- Spiridion Brusina, starješina lože od 1894. do 1900.